# Zespoły Inicjatywy Obywatelskiej
Zespoły Inicjatywy Obywatelskiej (ZINO, ZIO, ZInO) – jedna z form działania Ruchu Obrony Praw Człowieka i Obywatela.
ZInO zostały utworzone przez działaczy Ruchu Obrony Praw Człowieka i Obywatela związanych z Leszkiem Moczulskim i Karolem Głogowskim po rozłamie, który został zapoczątkowany 10 czerwca 1978 na III Spotkaniu Ogólnopolskim uczestników ROPCiO w Zalesiu Górnym. Uczestnicy ZInO krytycznie oceniali dotychczasowe działania ROPCiO: brak ogólnej koncepcji działania i niepodejmowanie prac zmierzających do przedstawienia pozytywnego programu. Zespoły Inicjatywy Obywatelskiej miały nie tylko inicjować działania w sprawach bieżących, ale także opracowywać program działania ROPCiO.
Na 9–10 grudnia 1978 zwolennicy Andrzeja Czumy zwołali w Warszawie IV Spotkanie Ogólnopolskie uczestników ROPCiO. Na 10 grudnia 1978 grupa ZInO zaplanowała – również w Warszawie – V Spotkanie. 9 grudnia 1978 grupa zwolenników Moczulskiego wystosowała apel o pojednanie skierowany do zwolenników Czumy, proponując rezygnację z dwóch odrębnych spotkań i wspólne nadzwyczajne spotkanie. Zwolennicy Czumy jednogłośnie odrzucili ten pomysł. Dwa oddzielne spotkania uczestników ROPCiO w grudniu 1978 w Warszawie przypieczętowały rozłam w Ruchu.
W 1979 ze środowiska ZInO wyłoniły się trzy grupy: Konfederacja Polski Niepodległej (Leszka Moczulskiego), Ruch Młodej Polski oraz ponownie samodzielnie działający Ruch Wolnych Demokratów (Karola Głogowskiego). KPN oraz RMP okazały się najtrwalszym dziedzictwem całego ROPCiO.
Formalne rozwiązanie ZInO nastąpiło w grudniu 1979 w Krakowie w czasie ogólnopolskiego spotkania ROPCiO, w którym uczestniczyli przedstawiciele KPN, RMP, RWD oraz Komitetu Porozumienia na rzecz Samostanowienia Narodu.